# Biserica de lemn din Cârstieni

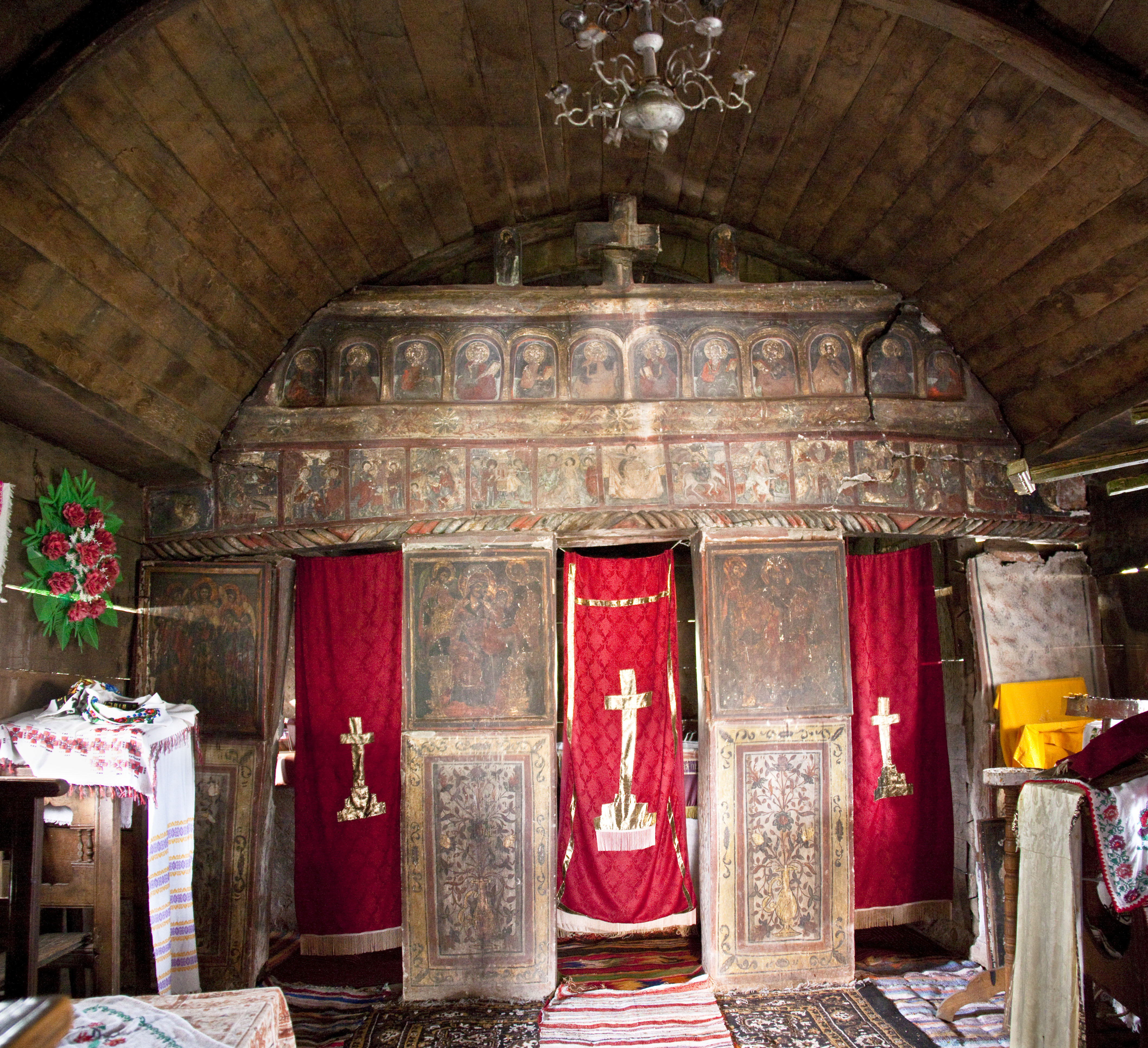
Interiorul naosului. Foto: aprilie 2010

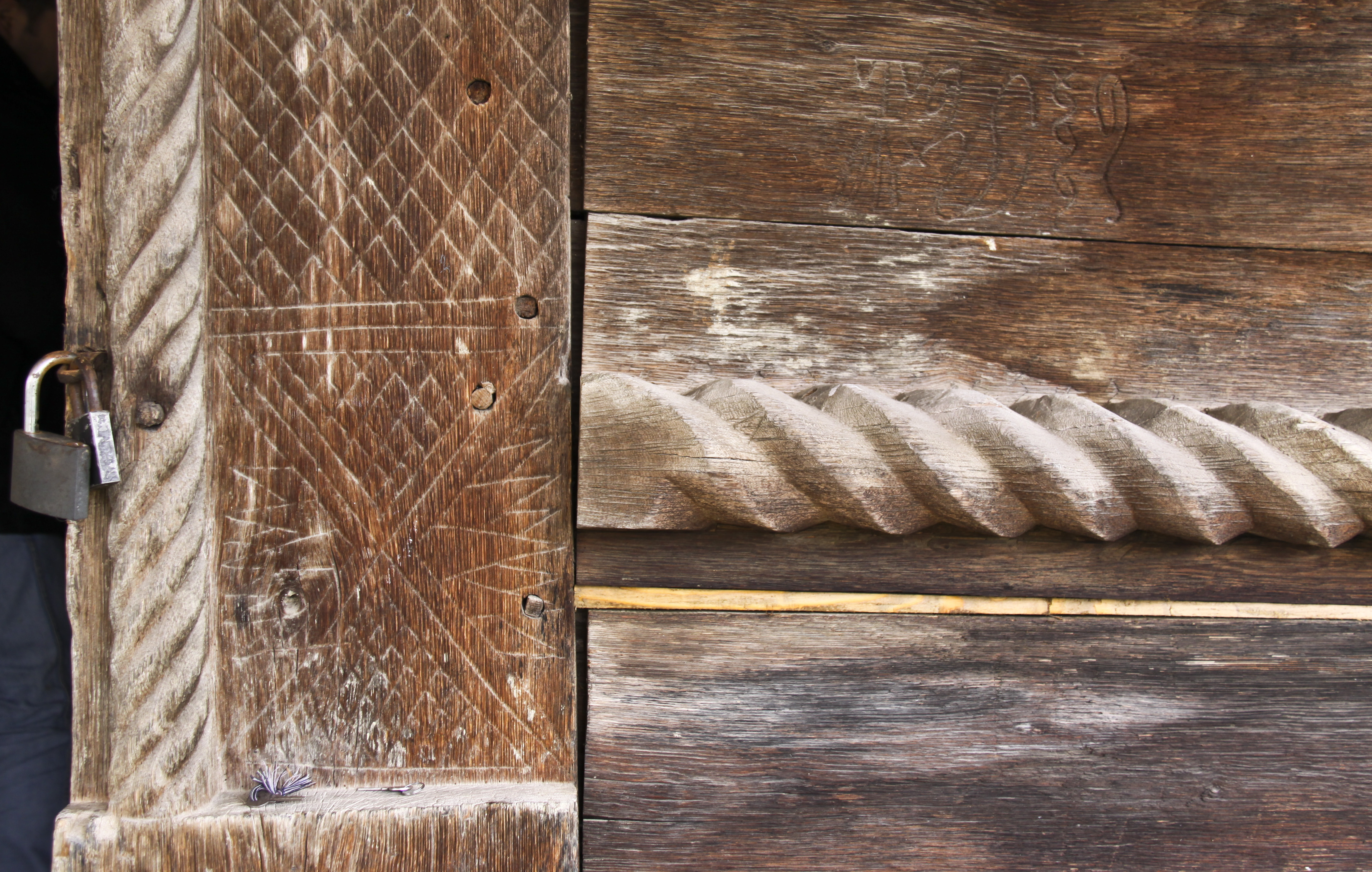
„Leat 7267”. Foto: aprilie 2010

Biserica de lemn din Cârstieni, comuna Călinești, județul Argeș, poartă hramurile „Sf. Apostol Toma” și „Sf. Voievozi” și este datată din anii 1758-1759. Se distinge prin structura de bună calitate, bine păstrată, uși, ferestre și luminator nealterate, elemente decorative de interes, inscripții cu datare, și iconostas pictat. Biserica este înscrisă pe noua listă a monumentelor istorice, LMI 2004:  AG-II-m-A-13590. 

## Istoric
Momentul ridicării bisericii de lemn din Cârstieni este însemnat pe peretele de la intrare, în dreapta ușii: „Leat 7267”. Leatul (anul) erei bizantine se traduce prin anii 1758-1759 ai erei noastre. Ctitorii acesteia sunt însemnați în pronaos, la intrare în biserica propiu-zisă (naosul): „Ostenitusa rob[ii] D[omnului] ereu Ștefan, ereu Opria, Costandin, dămpreună cu toți megiiași răposați”.
Învelitoarea de lemn a fost recent schimbată, asigurând pe mai departe conservarea acestui bine păstrat lăcaș de cult argeșean. 

## Trăsături
Construcția constă dintr-o bute din bârne fățuite, încheiate în cheotori netede bisericești, și este protejată de un acoperiș în patru ape. De la vest la est se trece dintr-o încăpere într-alta, începând cu tinda (pronaosul), continuând cu biserica (naosul) mai lată și încheind cu altarul, mai îngust și poligonal. Tinda și biserica sunt împărțite de un perete plin, perforat doar de accesul central, în ax. Altarul stă ferit în spatele iconostasului, accesibil prin trei intrări rituale. Sub rotundul bolții, peste iconostas, spațiul este lăsat deschis pentru o bună comunicare sonoră. Altarul este lărgit în partea de nord, în linie cu peretele naosului, cu un buzunar rectangular în care este amplasată proscomidia. Atât acest mic adaus la încăperea altarului cât și fruntarul iconostasului au fost cercuite și lipite cu tencuială într-o etapă ulterioară. Întreaga construcție de lemn stă pe un fundament zidit, de cărămidă, ridicată mai bine de o jumătate de metru de la nivelul pământului. Fundația și tencuiala proscomidiei sunt văruite în alb, în contrast puternic cu cenușiul lemnului.
Lăcașul și-a păstrat ferestrele originale, trei la naos și una la altar, sub forma unei piese de lemn așezată vertical în structura pereților și deschisă la mijloc. La tindă, spre miază-zi, se distinge luminatorul/răsuflătorul în formă de cruce. 
Din punct de vedere decorativ, se distinge portalul de intrare, săpat pe ușori și chiar pe canturile interioare cu motive abstract-geometrice. Pe ușorul stâng, în partea de jos, apar patru semne mărunte, două cruci și două stele în cinci colțuri, ce ar putea fi însemne de meșteri. Biserica este încinsă pe din afară de un brău sculptat în relief, cu treceri atente de pe o bârnă pe alta. 
În fața bisericii stă o clopotniță pe patru stâlpi.

## Imagini din exterior

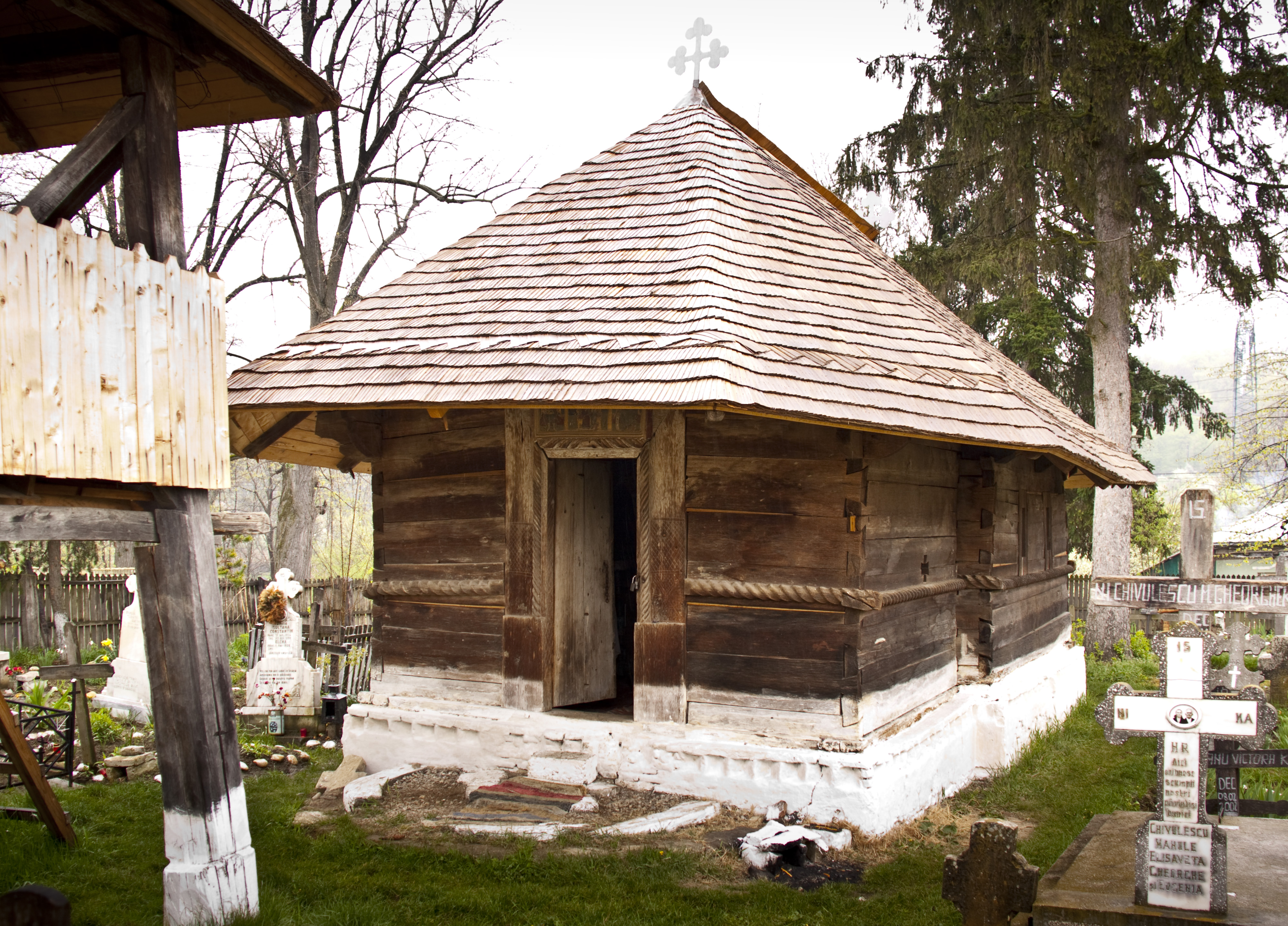
la intrare
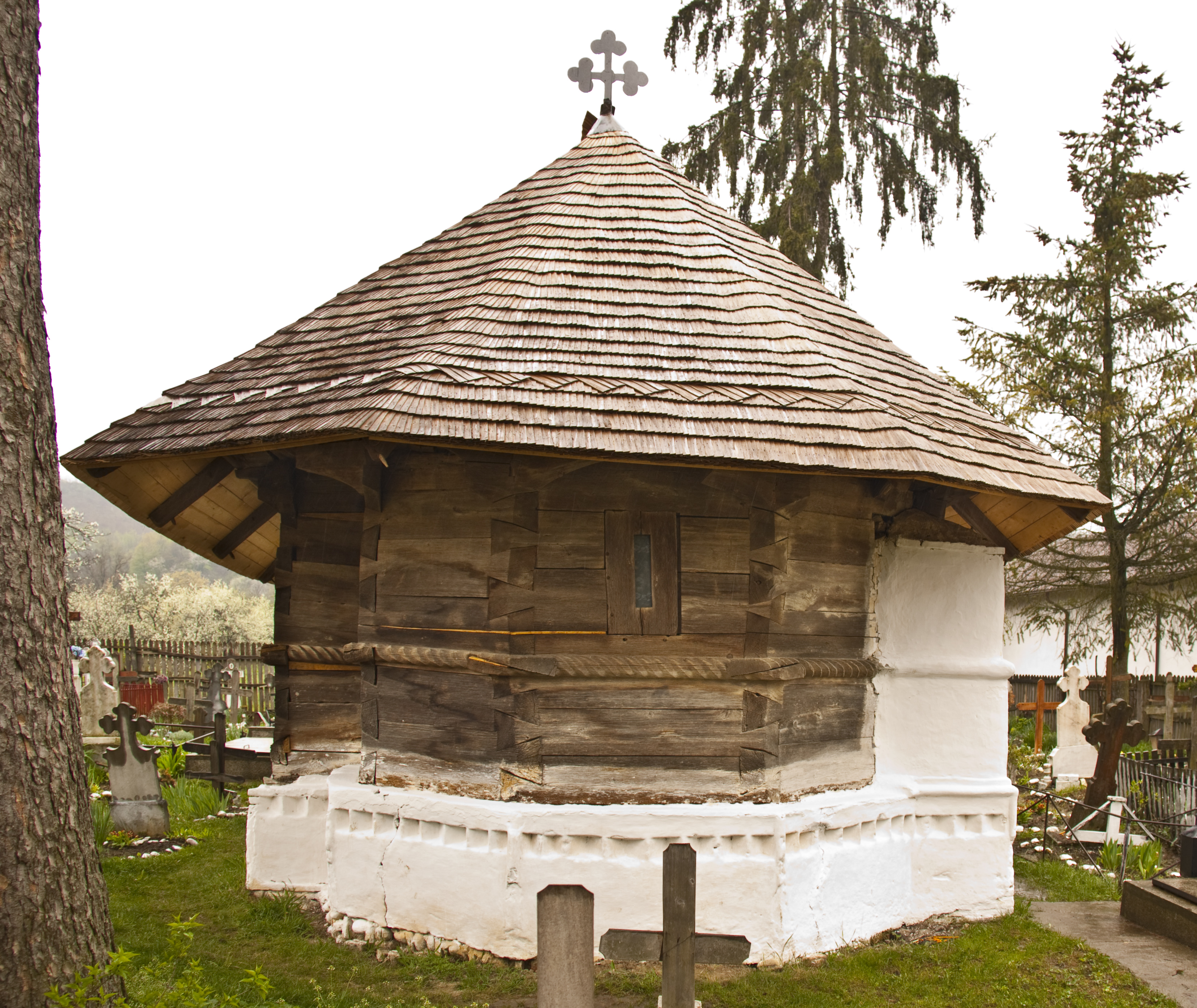
dosul altarului
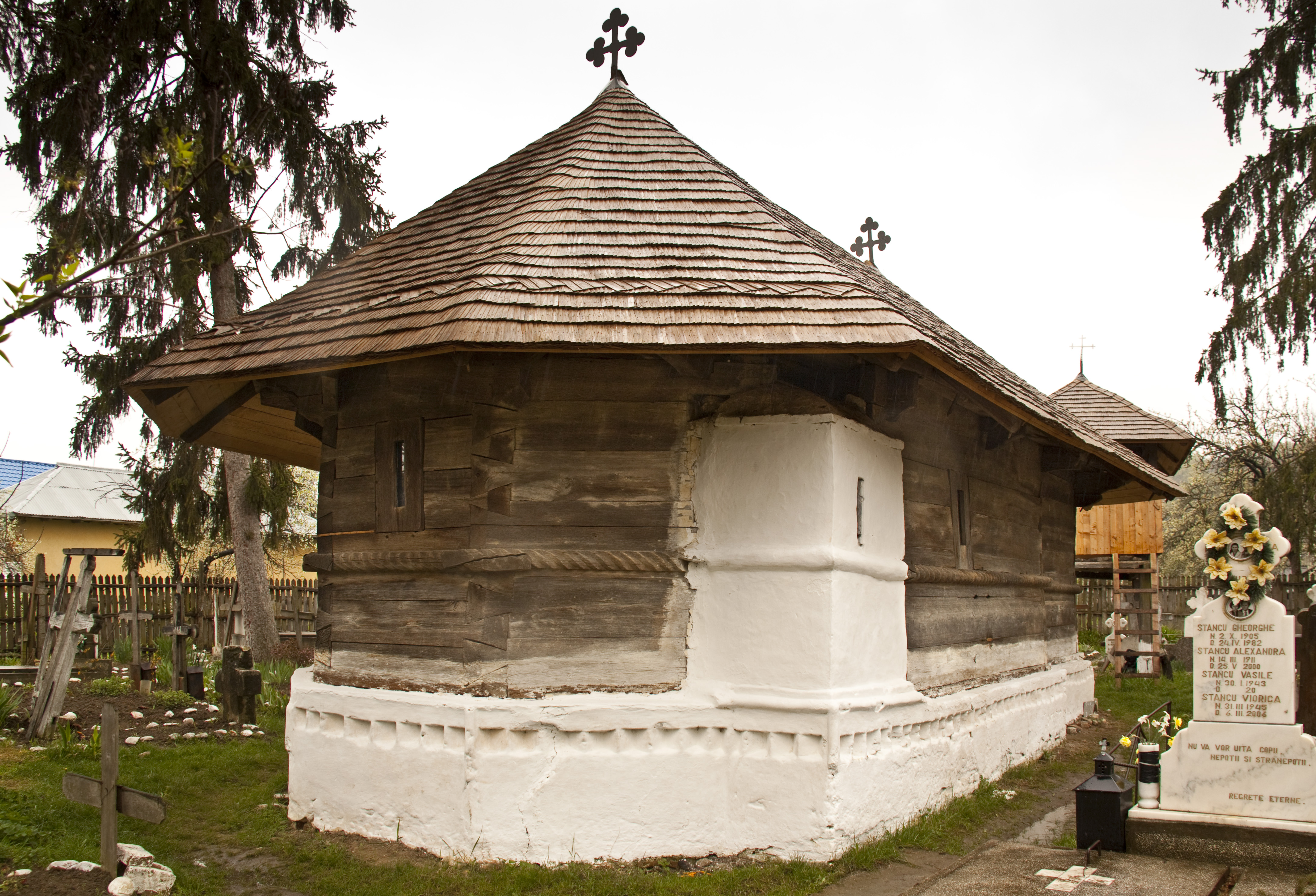
nord-est
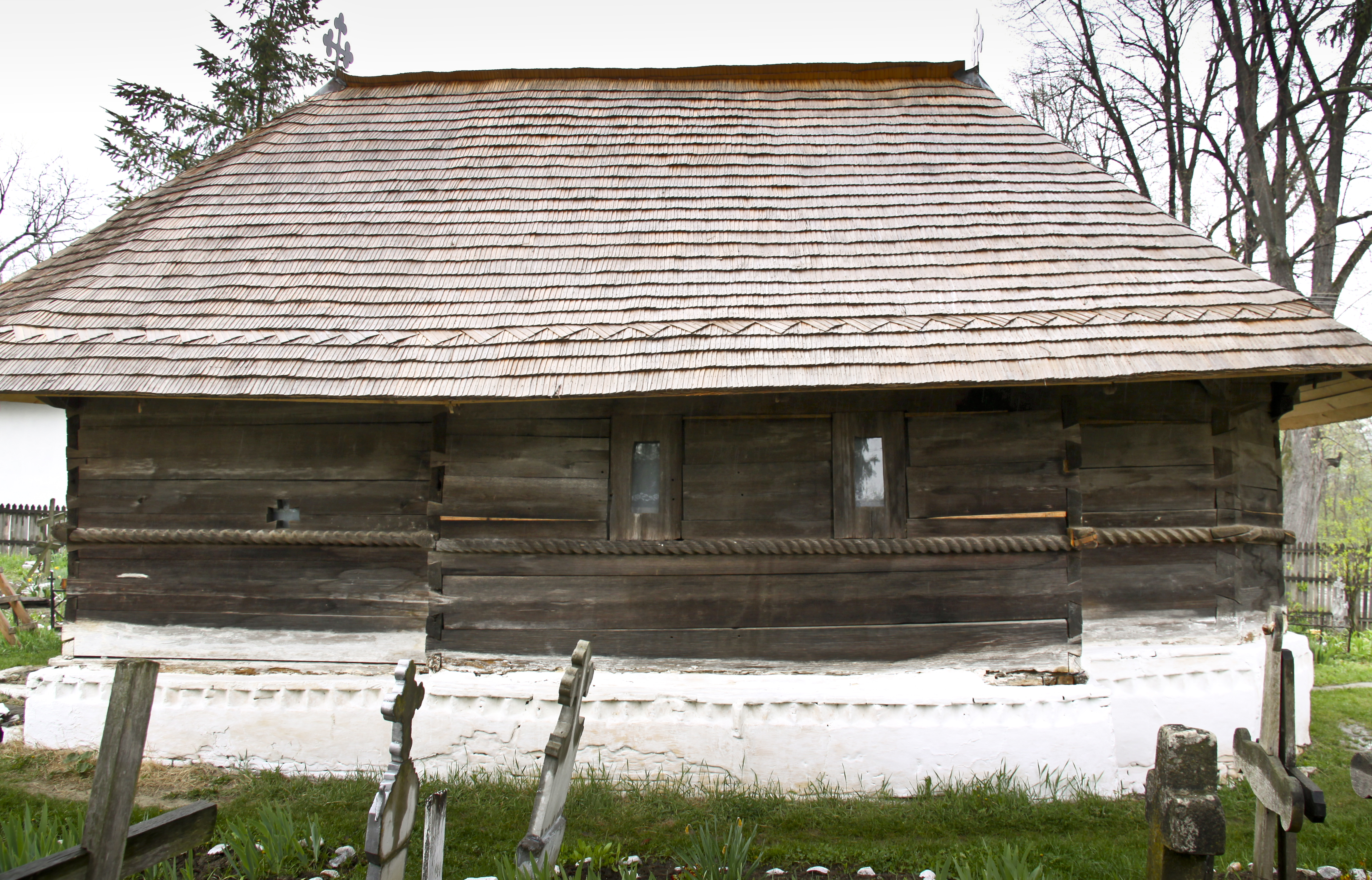
sud
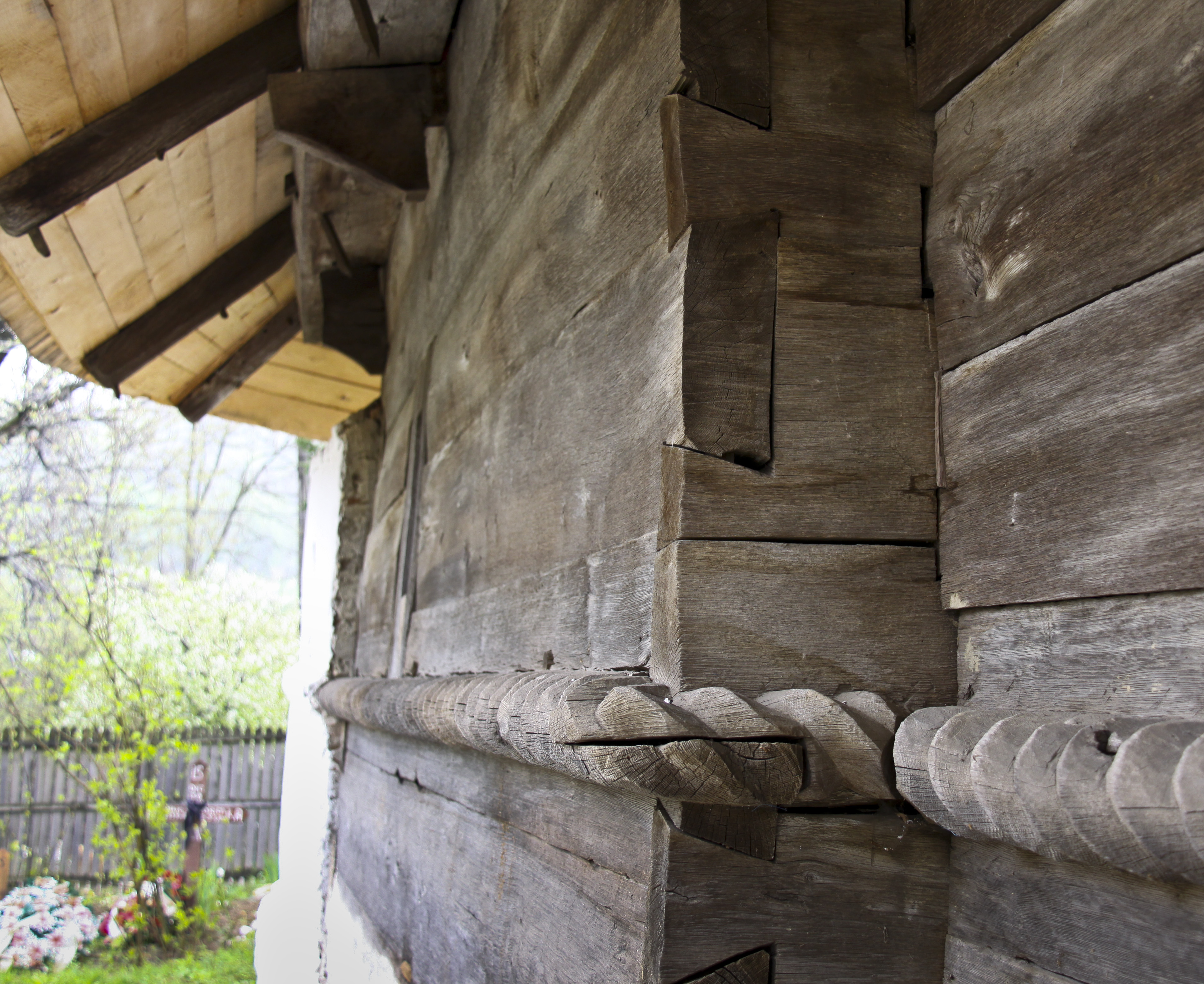
cheotori, nord
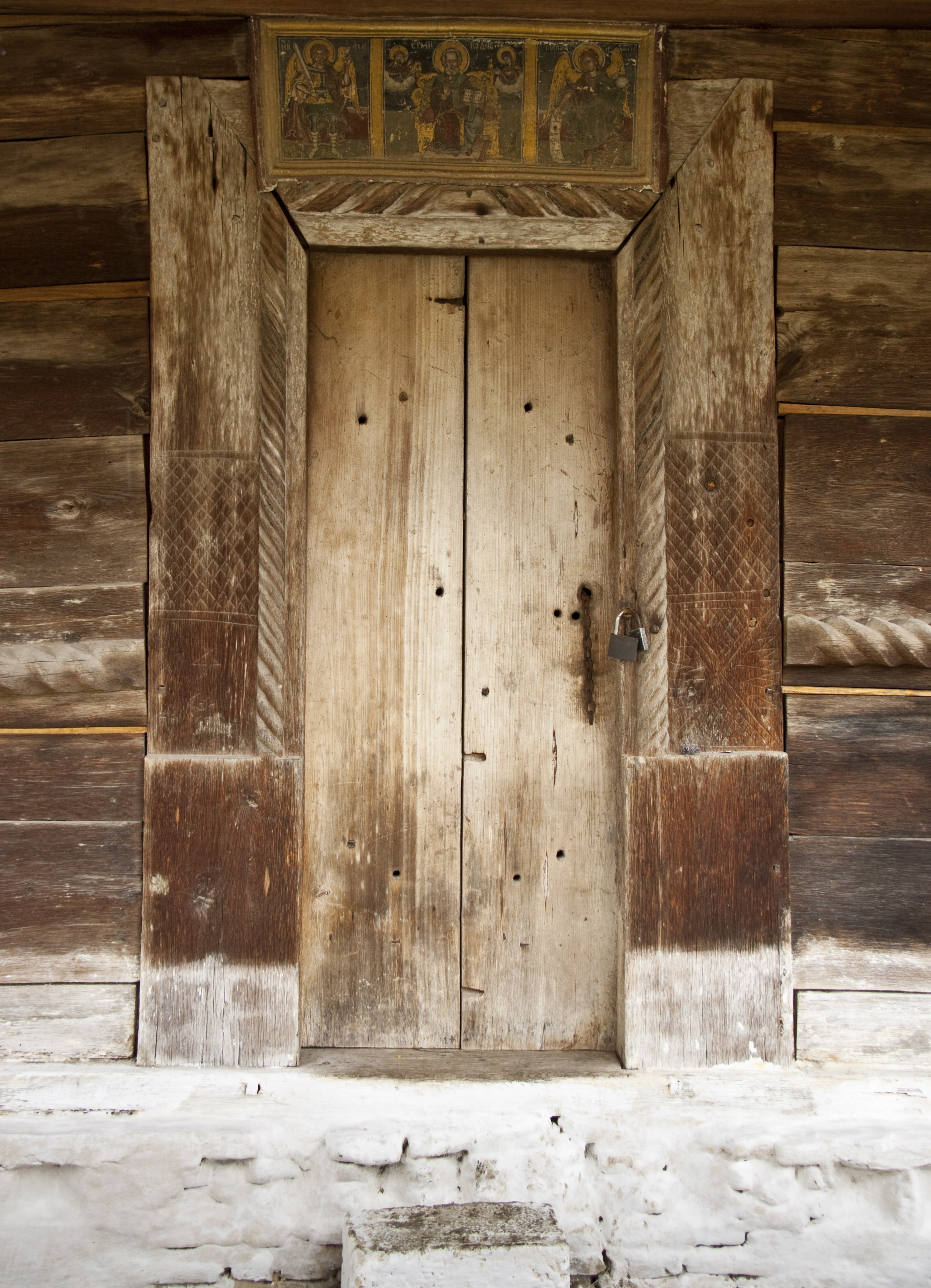
intrare
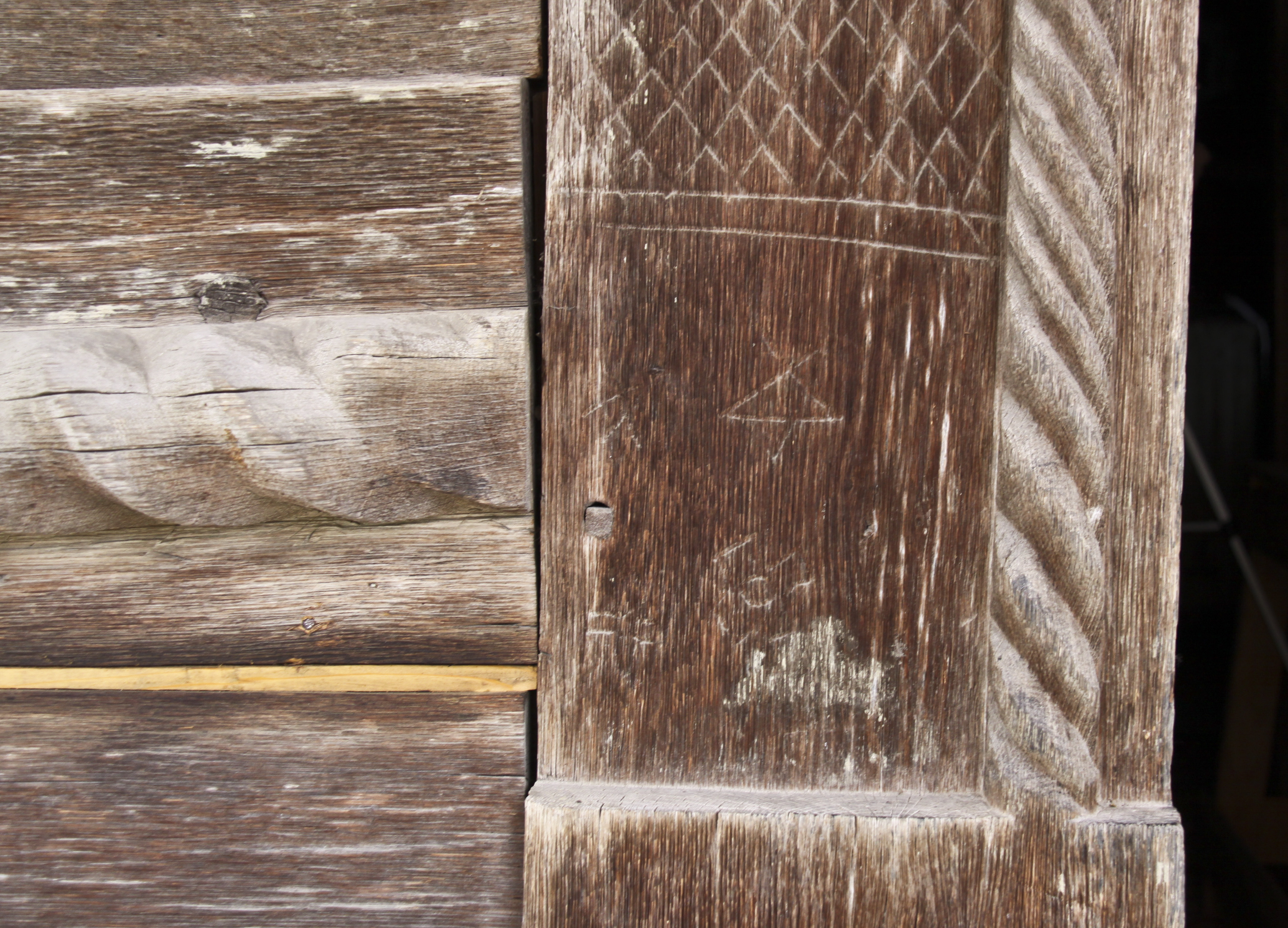
semne pe portal
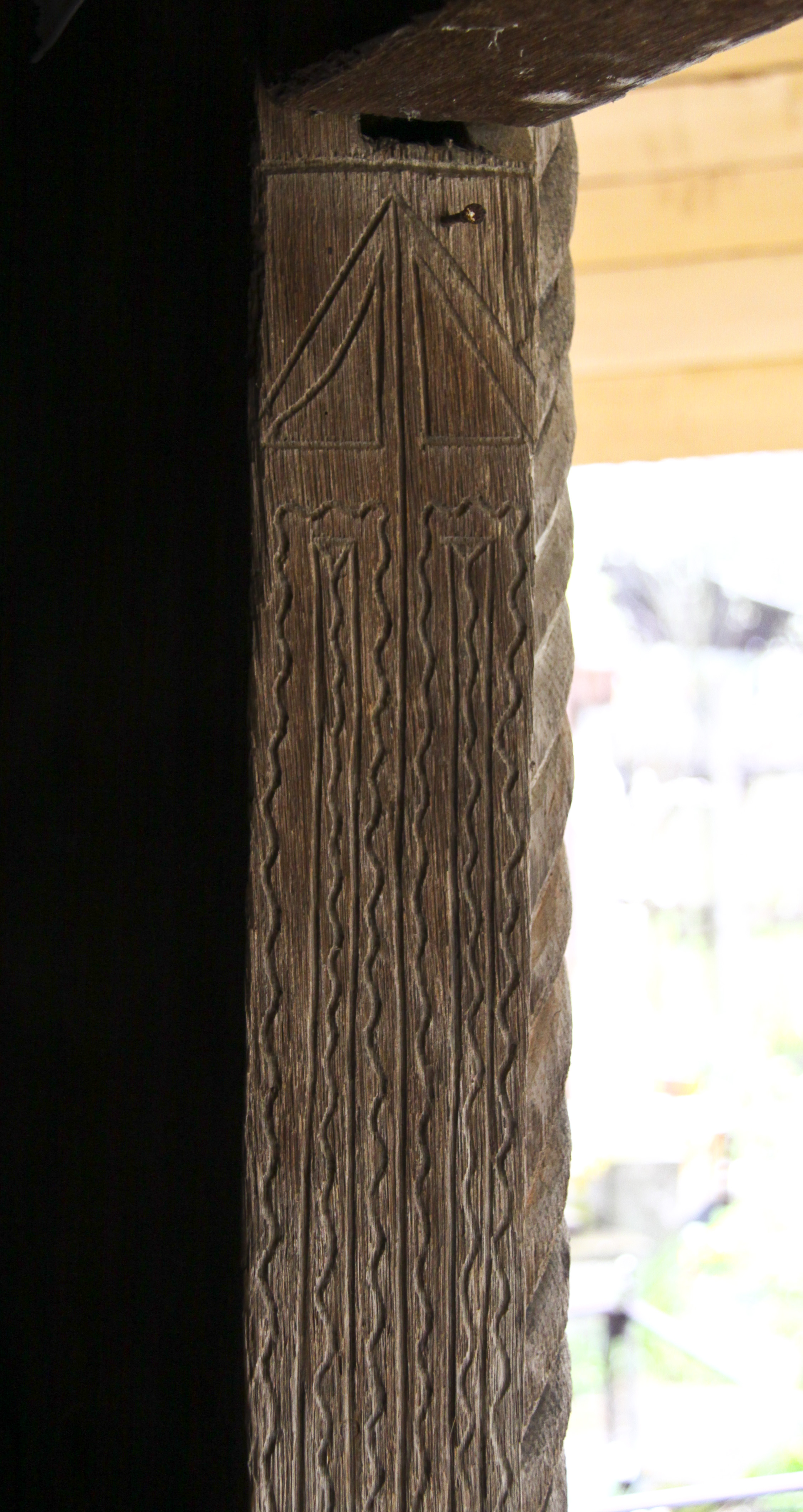
detaliu portal
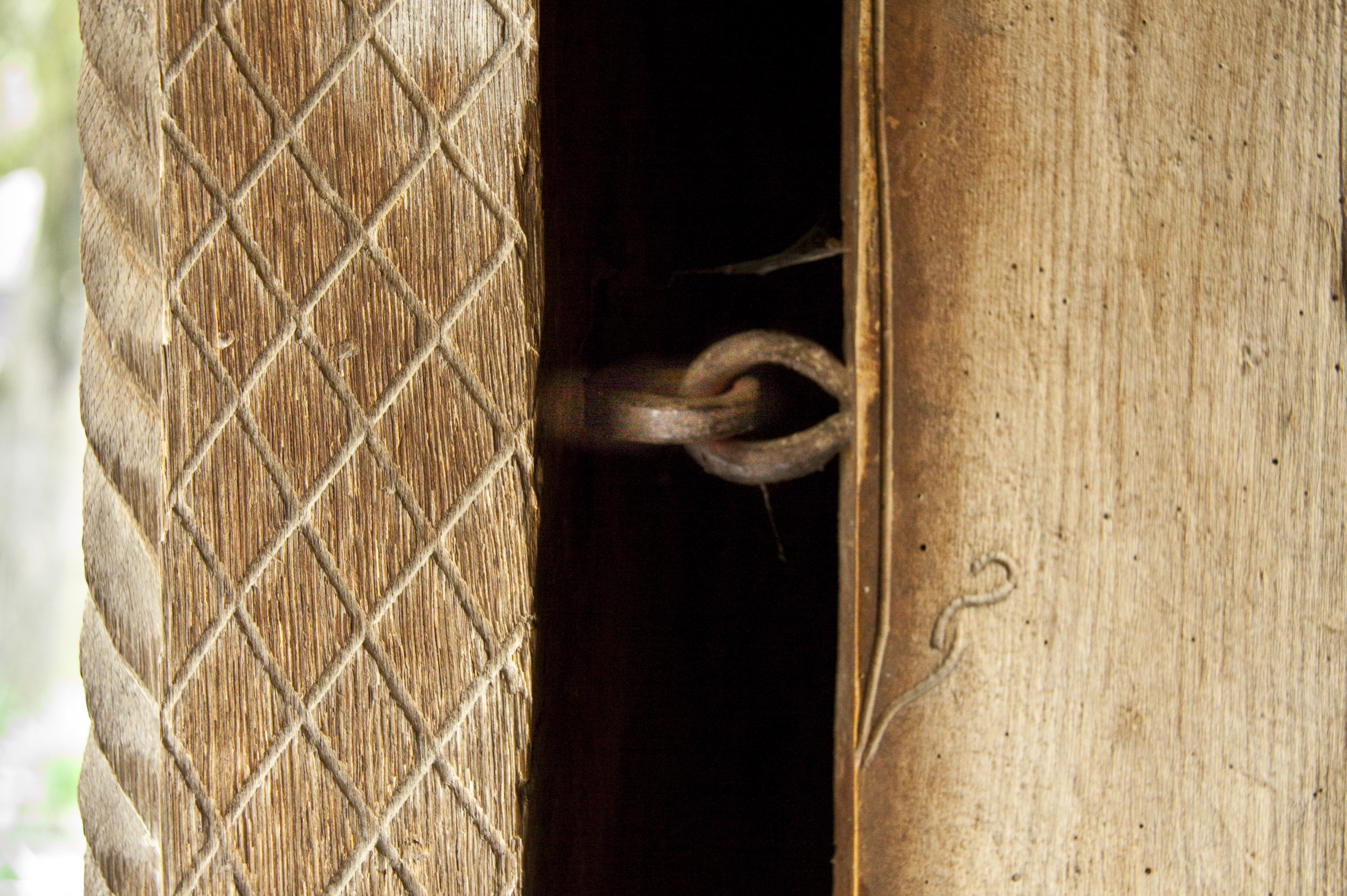
semne pe uşă
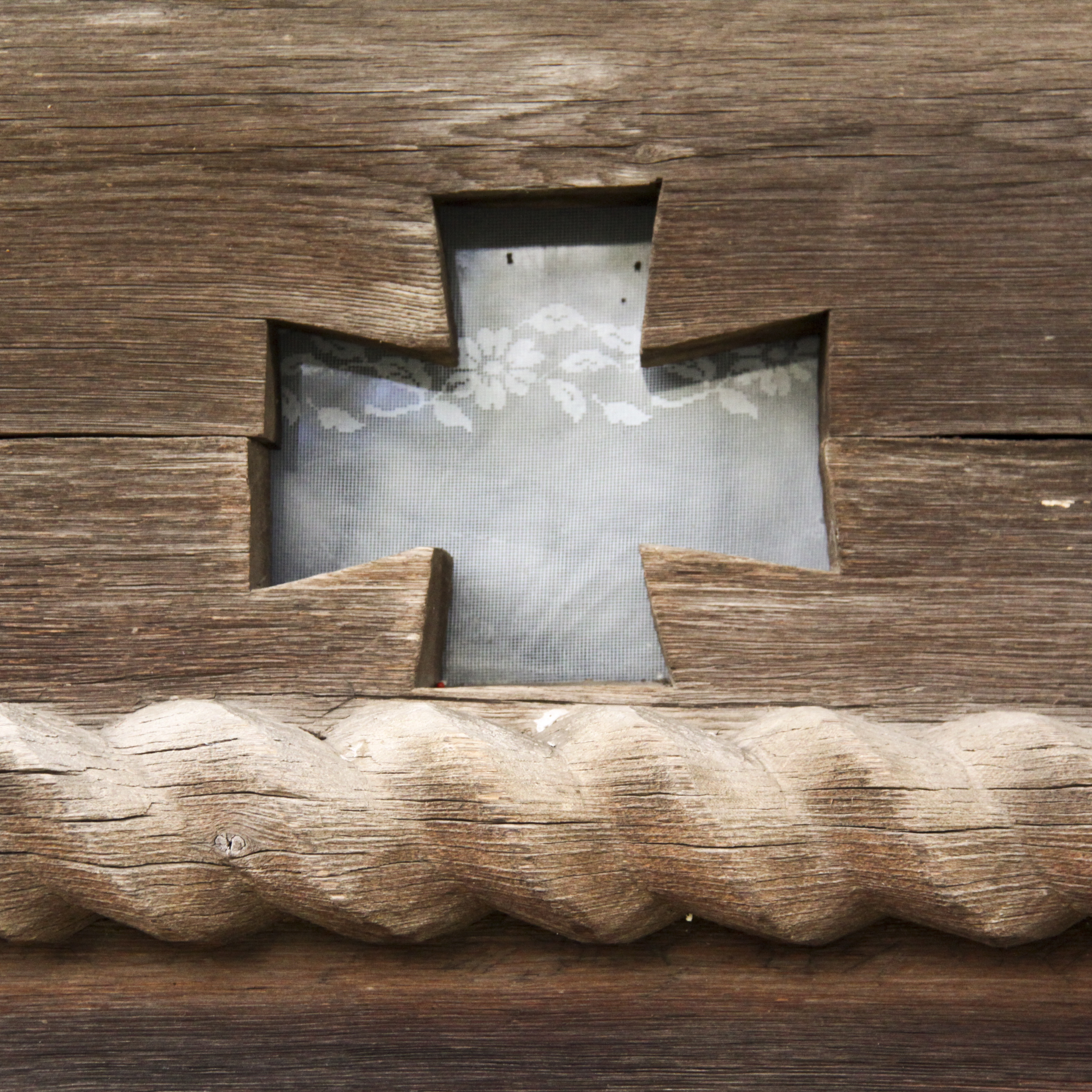
luminator pronaos
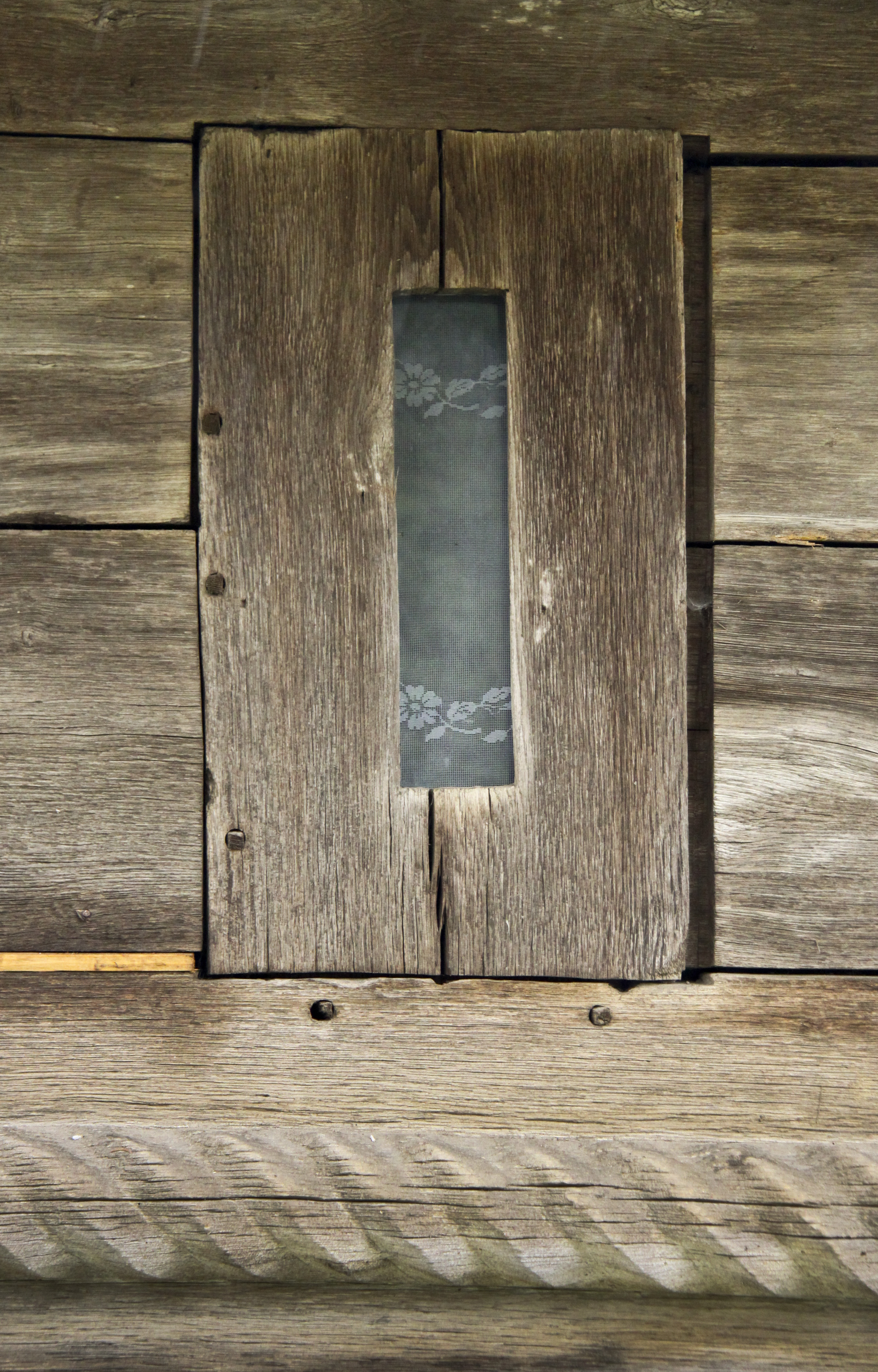
fereastră altar

## Imagini din interior

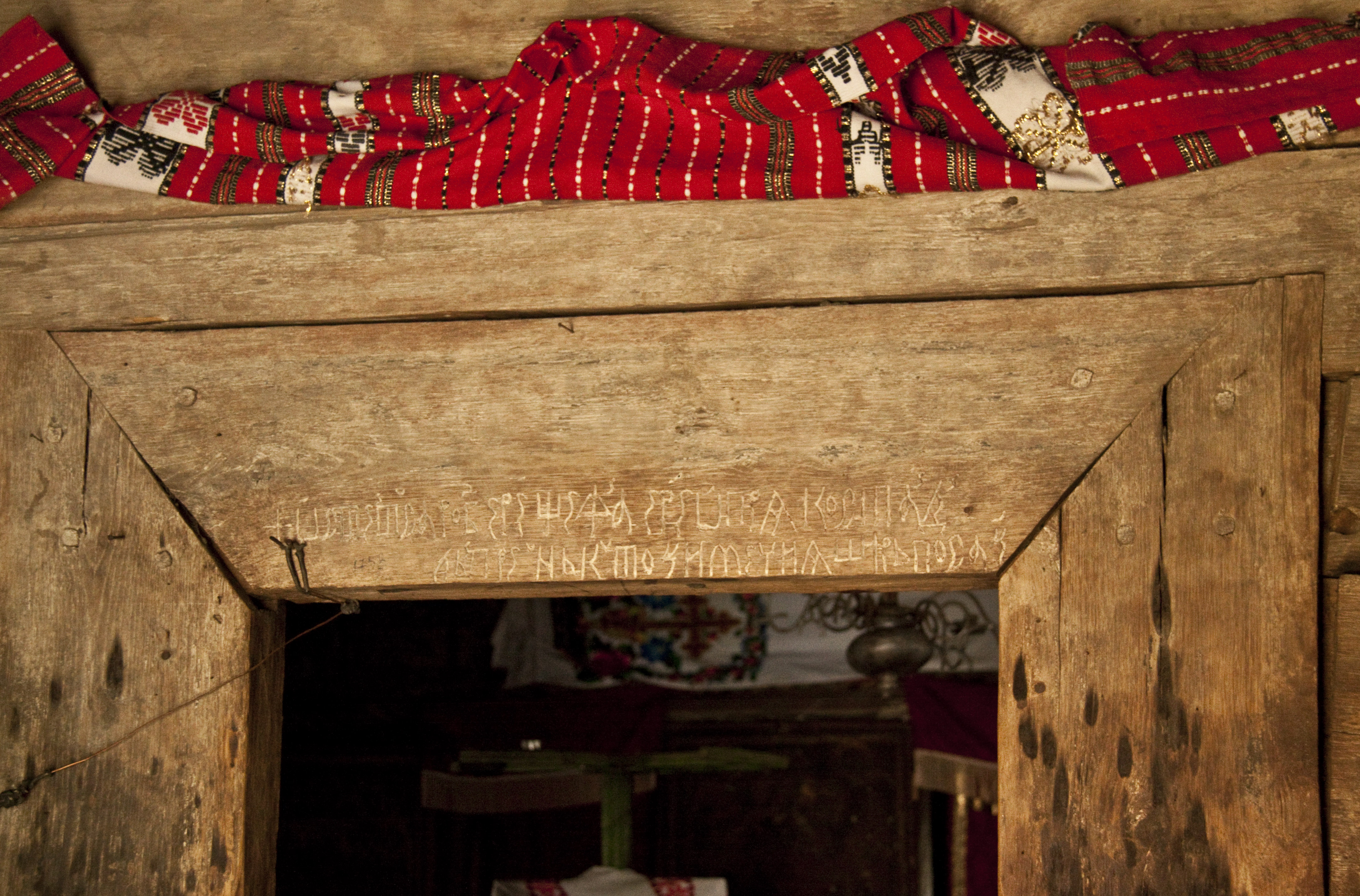
inscripţia ctitorilor
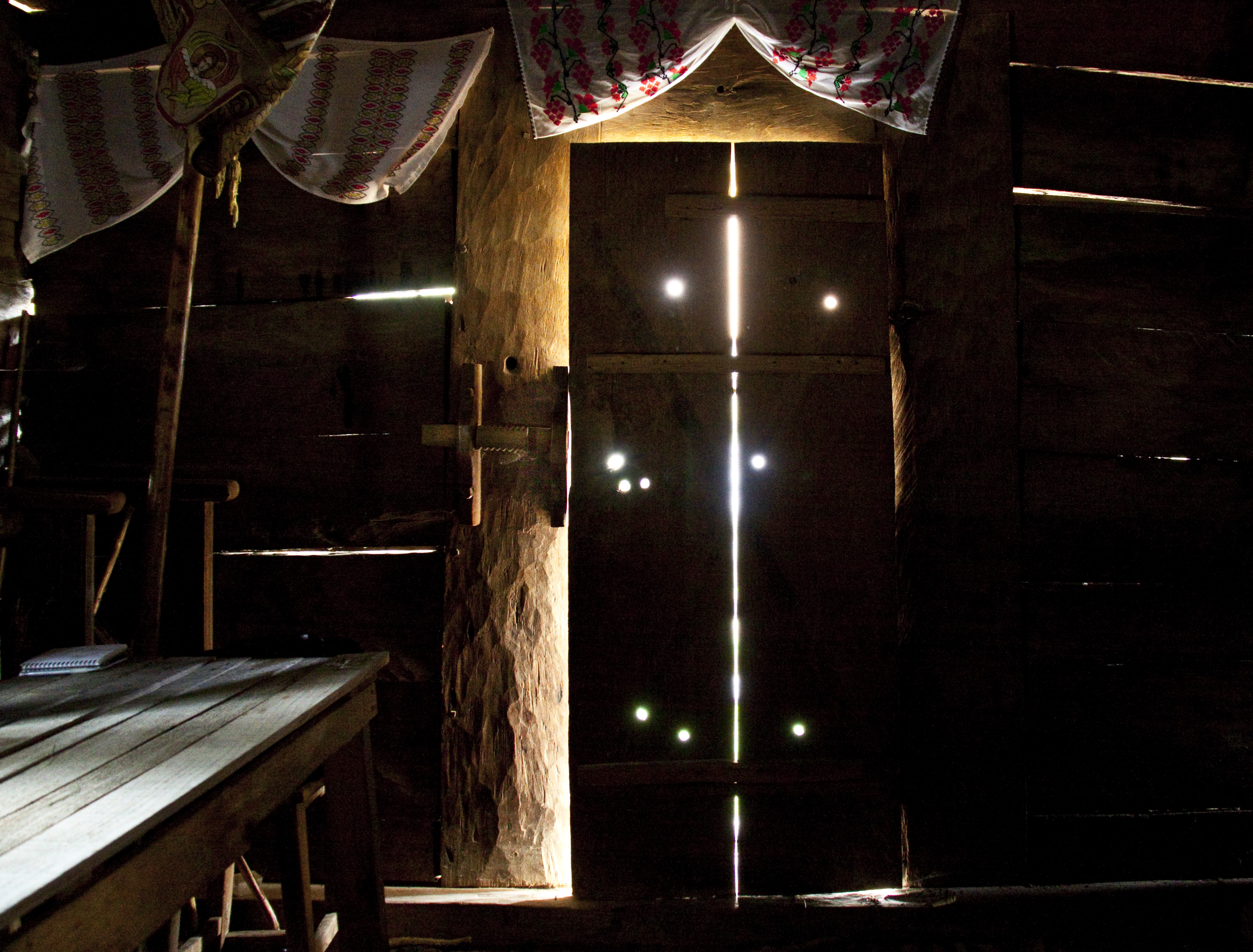
pronaos
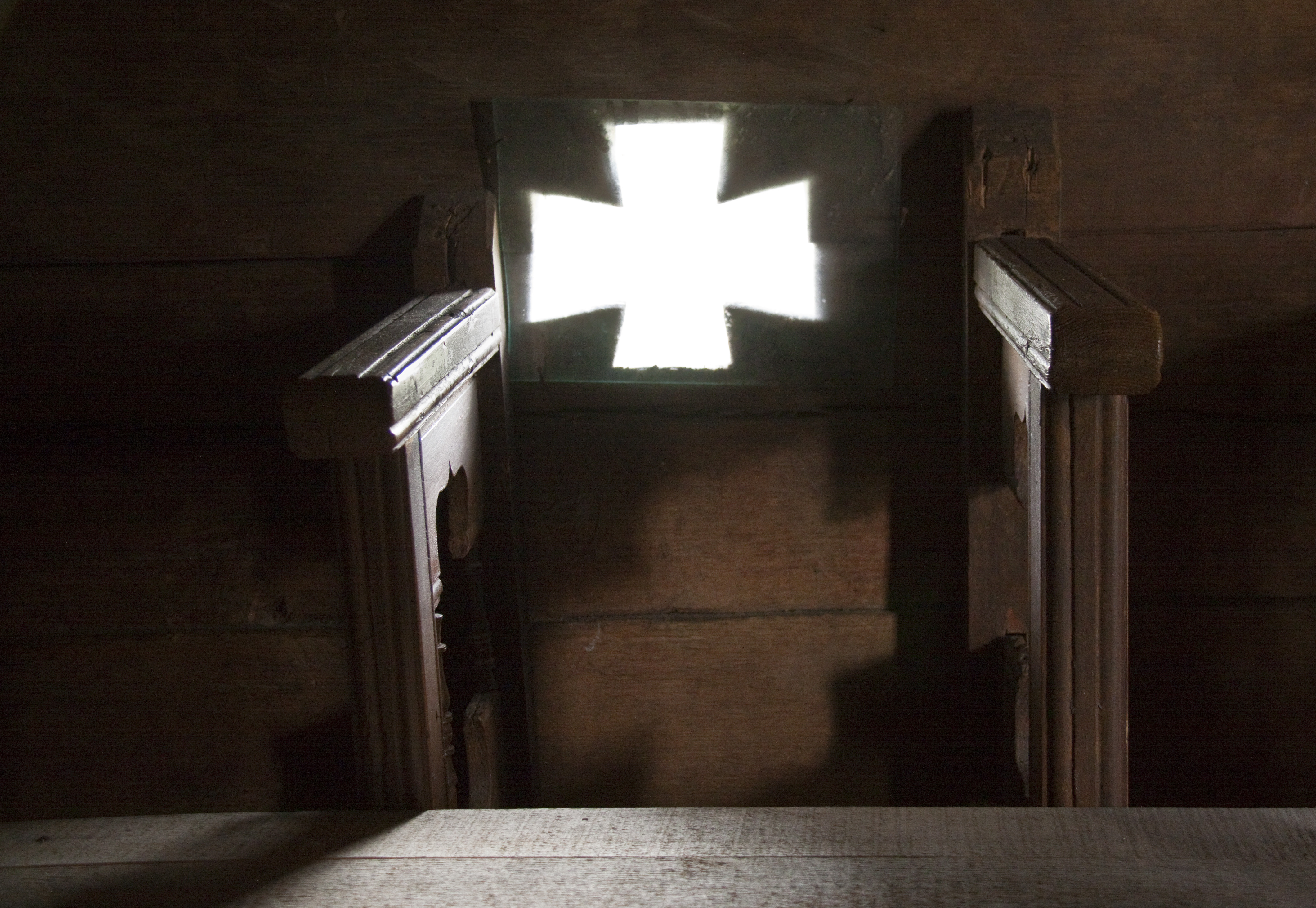
luminator pronaos
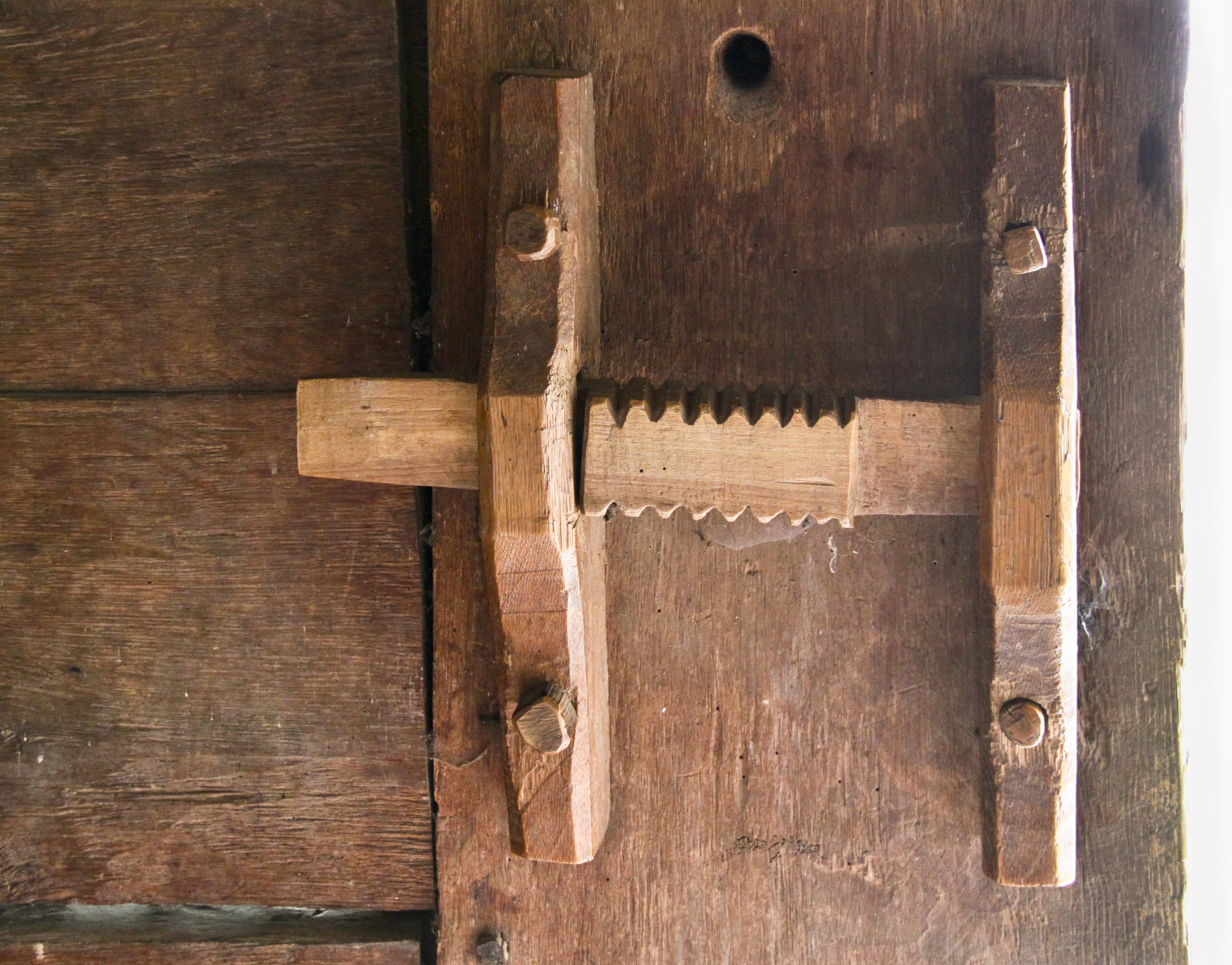
încuietoare
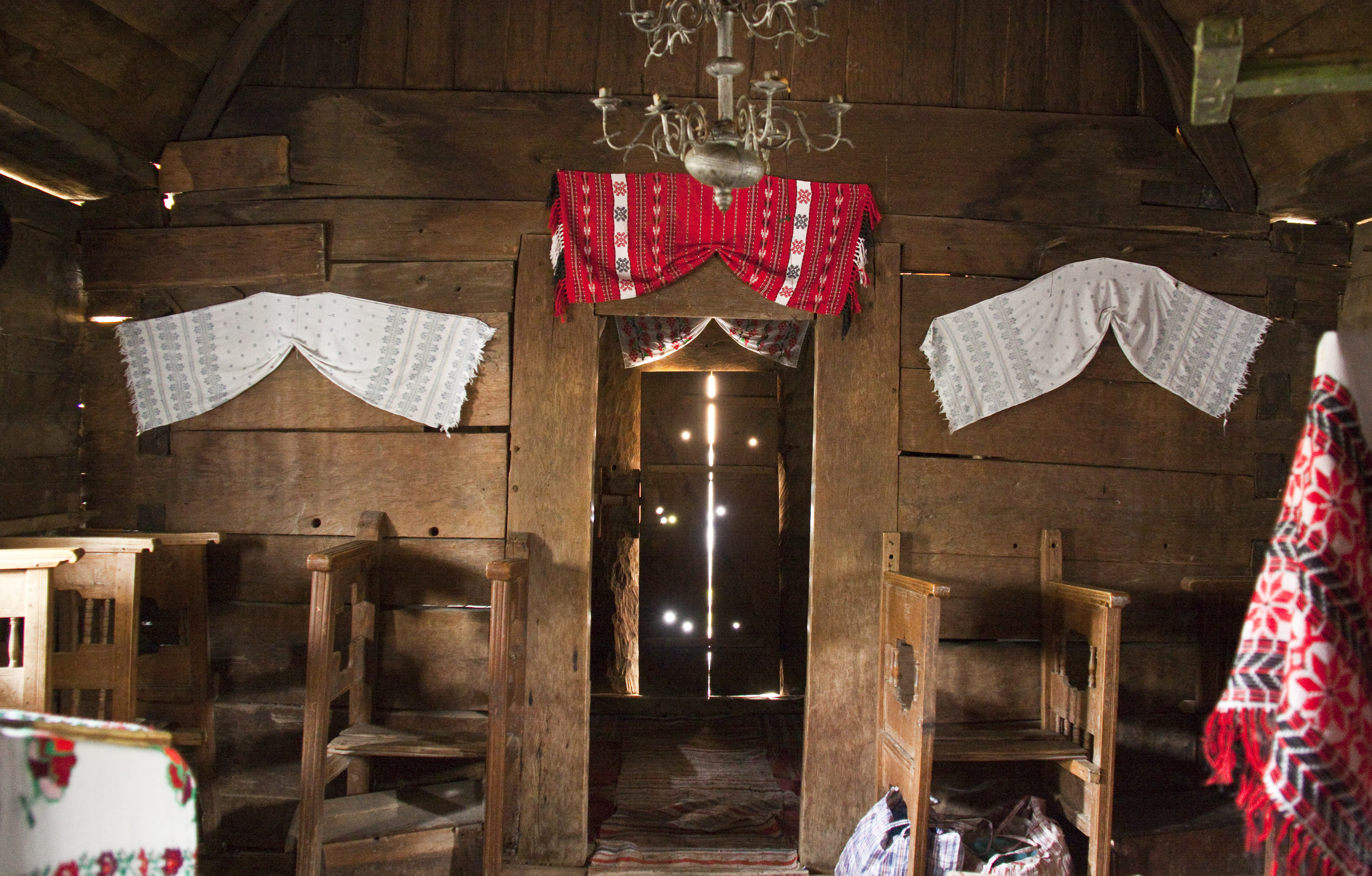
naos
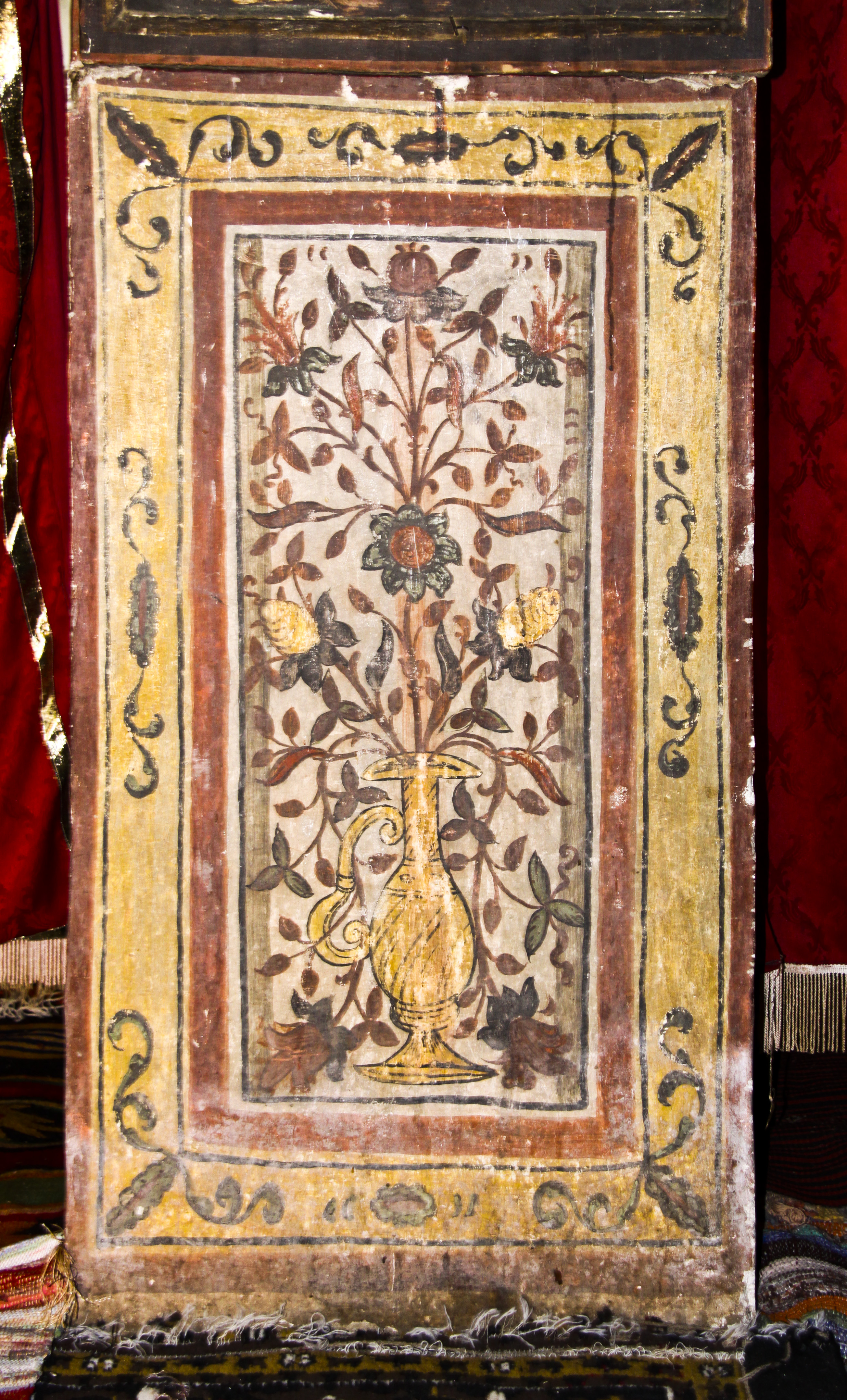
poală de icoană
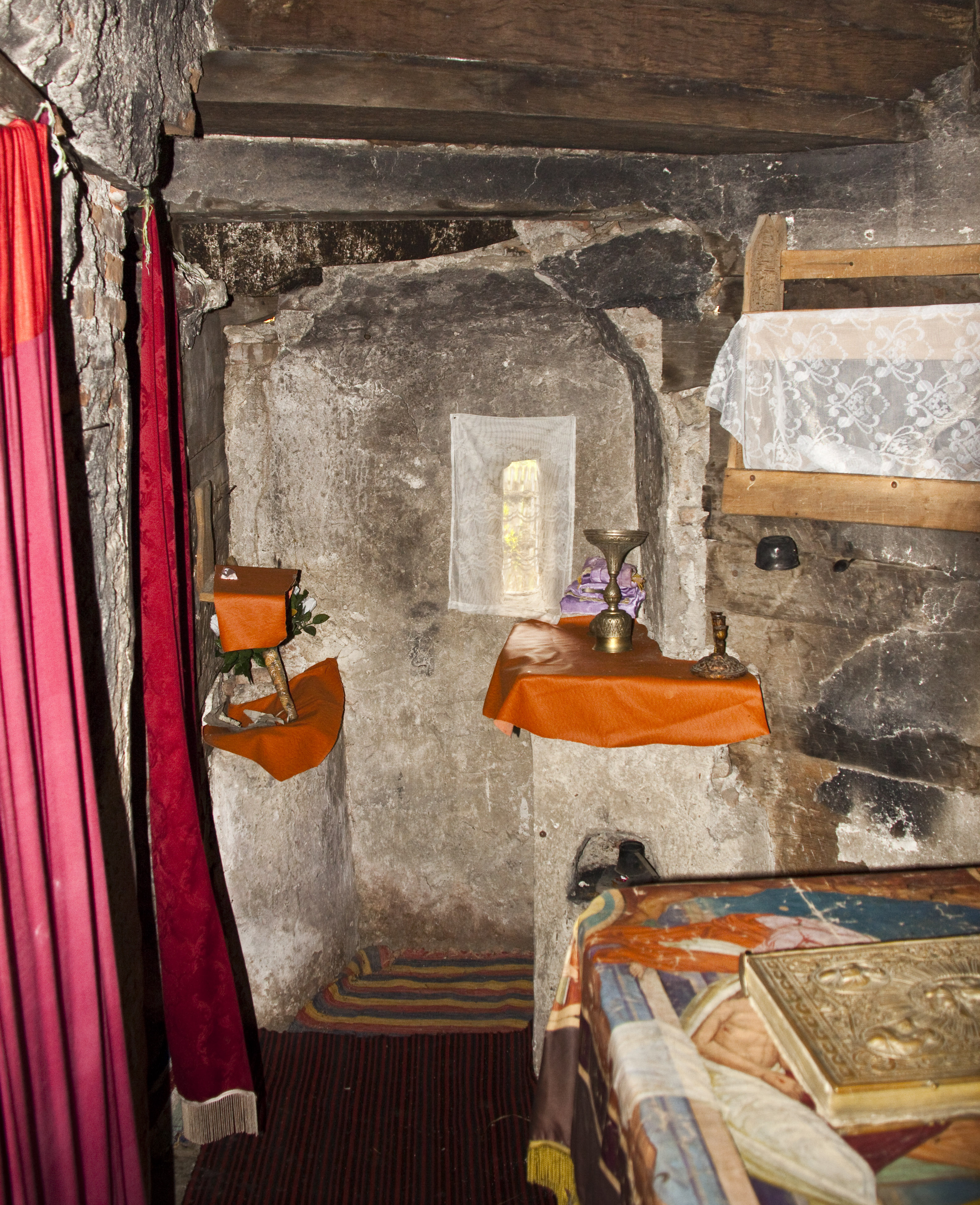
proscomidia